# Nightwatch (comics)
Vous pouvez aider à l'améliorer ou bien discuter des problèmes sur sa page de discussion.
- Il ne cite pas suffisamment ses sources. Vous pouvez indiquer les passages à sourcer avec {{référence nécessaire}} ou {{Référence souhaitée}}, et inclure les références utiles en les liant aux notes de bas de page. (Marqué depuis juillet 2018)
- La traduction doit être revue. Le contenu est difficilement compréhensible à cause d’erreurs de traduction, peut-être dues à l’utilisation d’un logiciel de traduction automatique. (Marqué depuis novembre 2019)

- Archive Wikiwix
- Bing
- Cairn
- DuckDuckGo
- E. Universalis
- Gallica
- Google
- G. Books
- G. News
- G. Scholar
- Persée
- Qwant
- (zh) Baidu
- (ru) Yandex
- (wd) trouver des œuvres sur Wikidata

Pour les articles homonymes, voir Nightwatch.
Nightwatch est un super-héros fictif qui est apparu dans diverses séries de bandes dessinées publiées par Marvel Comics.
Il existe dans l'univers principal partagé de Marvel, connu sous le nom d'univers Marvel. Sa caractérisation et son costume d'origine sont très proches du personnage Spawn de chez Image Comics.

## Histoire éditoriale
L'alter ego de Nightwatch, le Dr Kevin Trench, est apparu pour la première fois en 1993 dans Web of Spider-Man no 97. Trench a pris l'identité de Nightwatch deux numéros plus tard, dans Web of Spider-Man no 99.
La plupart de ses apparitions sont venues dans les années 1990 dans divers titres avec Spider-Man et dans sa propre série éponyme de courte durée. L'un de ses rôles les plus marquants fut dans le crossover de Maximum Carnage, une mini-série de quatorze numéros qui se produisit dans les titres de Spider-Man en 1993. Le personnage revint dans une histoire de She-Hulk en 2014-2015, où son histoire a été significativement retouchée.

## Biographie fictive
Nightwatch était le docteur Kevin Trench, qui a vu un homme costumé mourir en train de combattre des terroristes armés de dispositifs de camouflage générant de l'invisibilité, et découvre en démasquant le cadavre que c'était une version plus ancienne de lui-même.
Pris de panique, Trench a récupéré le costume de son corps et a fui vers une île déserte, pensant que s'il ne portait jamais le costume ou rentrait à la maison, il ne mourrait pas. Les événements ont conspiré pour le ramener, pendant que le criminel Alfredo a volé un des gants du costume après avoir fait naufrage sur l'île et être soigné par Trench. Après avoir affronté Alfredo, Trench décida qu'il ne pouvait pas éviter son destin et choisit d'enquêter sur les origines du costume.
Entre-temps, il a lutté contre des menaces comme le gang « Maximum Carnage », qui faisait des ravages à New York et massacrait des douzaines de civils innocents. Il avait de nombreux alliés dans le combat, y compris, mais sans s'y limiter, Captain America, Black Cat, Deathlok et Firestar. Obtenant sa propre série, Nightwatch rencontra des méchants « camouflés » et fut choqué lorsque leur technologie fusionna avec son costume. En plus de lutter contre des menaces comme Flashpoint, Cardiac (dont la technologie avait été volée pour créer le Cardiaxe plus vicieux), et Venom, Nightwatch a découvert qu'une ancienne ex-petite amie travaillait pour Morelle Pharmaceuticals, une entreprise louche, sur un projet nanotech.
En fin de compte, le chef de projet Phillip Morelle s'est avéré imprudent dans la conduite des expériences nanotechnologiques pour pouvoir créer une peau de remplacement pour son fils mourant, Justin. Nightwatch s'est frayé un chemin jusqu'à la station spatiale de Phillip Morelle pour l'affronter, mais Phillip a eu le temps d'envoyer deux assassins dans le passé pour tuer Nightwatch en utilisant sa nanotechnologie pour ouvrir un portail temporel. A la grande surprise de Nightwatch et Phillips, la même technologie temporelle permet à une future version de Justin Morelle de voyager dans le présent. Le futur Justin, armé d'une version plus avancée du propre costume de Nightwatch, tue son père et révèle que la nanotechnologie que son père développait a produit une matrice énergétique dangereusement instable qui, dans sa ligne de temps, dévasta l'Amérique du Nord en tuant des milliards de personnes. Justin a amélioré l'armure de Nightwatch pour son évolution finale et les deux ont travaillé ensemble pour détruire la station spatiale avant que le désastre ne puisse arriver. Dans l'épilogue du jour présent, Justin Morelle, le fils de Phillip et l'ex de Trench reçoivent la peau nanotech du projet comme son père avait rêvé. Voyant son ex heureuse avec son fils guéri, Nightwatch choisit de voyager dans le passé et de compléter la boucle temporelle avec l'aide de Cardiac, assurant sa propre mort, mais s'assurant aussi que le cataclysme de la ligne temporelle n'arrivera jamais et que la fin heureuse serait la véritable ligne temporelle. La série se termine par le voyage de Kevin dans le passé alors que le sort du Justin du futur reste incertain.

### Mort Retcon
Dans un oubli éditorial, Nightwatch, de retour dans son costume tech pré-futur, était une innocente victime du Grand Jeu. Tout en essayant de protéger Justin, il a été tué par les mercenaires Polestar et El Toro Negro. Polestar utilisa les pouvoirs magnétiques de son costume pour décoller juste assez de costume nanométrique de Trench pour qu'El Toro Negro le tire à bout portant dans la poitrine. El Toro Negro alors immédiatement allumé Polestar, le tirant entre les yeux.
Nightwatch a survécu, mais savait qu'il avait été mortellement blessé, et a utilisé le dernier pouvoir de son costume pour remonter le temps et essayer de prévenir son passé de ce qui arriverait, l'empêcher de rencontrer cette fin ignoble, et essayer d'empêcher sa petite amie. la mort dans le processus. En fin de compte, il a été happé par un combat avec des terroristes et a fini par accomplir la boucle du temps, mourant avant de pouvoir se mettre en garde.

### Réapparition et réinvention
L'histoire de Nightwatch a été significativement retravaillée lors de la course 2014-2015 de She-Hulk. Dans l'histoire, Kevin Trench réapparaît en tenue de ville à la nouvelle pratique juridique de Jennifer Walters, alias She-Hulk, concernant une affaire judiciaire désignée comme le fichier bleu, impliquant plusieurs superhumains costumés, dont Walters et Trench, qu'une agence non révélée semble déterminée à ne pas résoudre. Aucune explication n'est donnée concernant les « morts » de Trench précédemment établies ; au lieu de cela, il est dit « garder ... un profil extrêmement bas », en utilisant avec parcimonie la nanotechnologie de Nightwatch tout en maintenant une pratique médicale et en faisant du travail de charité. Il aide Walters à repousser un assaut soudain de créatures grotesques, enfilant le casque de Nightwatch et manifestant des tentacules de la surface intérieure de son trench-coat. Quelques jours plus tard, il appelle Walters et l'informe qu'il a propagé le mot de sa pratique du droit naissante à d'autres « gars de l'époque - des gens comme moi qui ont pris ce qu'ils pouvaient du jeu [de super-héros] et ont continué », apportant un afflux de nouveaux clients potentiels au bureau de Walters.
Cependant, on découvre plus tard que Trench lui-même est derrière les tentatives d'empêcher Walters d'enquêter davantage sur le « dossier bleu » : documents juridiques concernant un procès intenté devant un tribunal du comté du Dakota du Nord qui nomme She-Hulk et un petit groupe de héros et méchants en tant que défendeurs. Le procès est un mystère pour toutes les personnes impliquées, car aucun ne se souvient du demandeur ou n'a participé à aucun événement au Dakota du Nord. De plus, il n'y a aucun registre de quelque sorte que ce soit ni aucun souvenir de quiconque dans le super-héros ou la communauté locale, ni aucun enregistrement de la ville dans laquelle l'événement intentionnel aurait dû avoir eu lieu.
En vérité, l'homme maintenant connu et respecté comme le super-héros D-liste à la retraite et riche philanthrope Nightwatch a passé la plus grande partie de sa carrière en tant que supervillain nommé Nighteater. Désireux de devenir un super-héros pour des raisons égoïstes (respect, retraite confortable et sûre), il engagea Doctor Druid, The Shocker et Vibro pour l'aider à lancer un puissant sort qui reconnait tous les souvenirs et toute l'histoire documentée existante dans croyant que Nightwatch avait travaillé pendant des années dans la communauté des super-héros. Le sortilège a dévoré la vie des centaines d'habitants de la ville du Dakota du Nord dans laquelle il a été coulé. Les quatre héros (She-Hulk, Tigra, Monica Rambeau et Wyatt Wingfoot) qui avaient essayé de sauver la ville ont immédiatement rejoint Nightwatch avec Druid, Shocker et Vibro. à la justice.
Le sort fut efficace pendant de nombreuses années. Il fut finalement ébranlé lorsque le seul survivant de la ville, qui n'avait pas réussi à convaincre les forces de l'ordre ou les communautés de héros que quelque chose s'était passé, déposa la plainte civile et laissa derrière lui un document unique que le parajuriste de She-Hulk pouvait localiser. Elle fut capable d'utiliser ce document (et de ses propres pouvoirs mystiques) pour briser les convictions de She-Hulk et de son équipe sur l'histoire de Nighteater. Nightwatch/Nighteater fut présenté à la justice.

## Pouvoirs et capacités
Le costume de Nightwatch a stimulé sa force et sa durabilité en déclenchant ses glandes surrénales, et s'est réparé nanotechnologiquement. Sa cape a répondu à ses pensées subconscientes de se déplacer de son propre chef pour attaquer ses ennemis et lui permettre de glisser sur l'air. Après avoir été stimulé par la technologie Morelle de dernière génération, la durabilité du costume a augmenté, la cape est devenue plus métallique, et il avait quelque chose de plus proche du vrai vol en plus d'une vitesse accrue et finalement des lames de coupe nanotech.